# HD 169830
HD 169830 é uma estrela na constelação de Sagittarius. Tem uma magnitude aparente visual de 5,90, sendo visível a olho nu em excelentes condições de visualização. Com base em medições de paralaxe pela sonda Gaia, está localizada a uma distância de 123 anos-luz (37,6 parsecs) da Terra.

## Características
Esta é uma uma estrela de classe F da sequência principal com um tipo espectral de F7V, o que significa que é uma estrela maior e mais quente que o Sol. Estima-se que tenha uma massa 40% maior que a massa solar e uma idade de 2,8 bilhões de anos. Com um raio de 1,83 vezes o raio solar, sua fotosfera está brilhando com 4,66 vezes a luminosidade solar a uma temperatura efetiva de 6 280 K, o que dá à estrela a coloração branco-amarelada típica de estrelas de classe F. HD 169830 tem uma alta metalicidade, a abundância de elementos além de hidrogênio e hélio, contendo uma abundância de ferro 50% maior que a solar. A estrela apresenta um baixo nível de atividade cromosférica e está rotacionando com uma velocidade de rotação projetada de 3,3 km/s, com um período de rotação estimado de 8,3 dias.
HD 169830 pode formar um sistema binário com uma estrela de magnitude aparente 14,4 localizada a uma separação de 11 segundos de arco e ângulo de posição de 265°. Observações fotométricas dessa estrela indicam uma distância de 29 ± 23 pc, consistente com a distância de 36 pc da primária, mas a grande margem de erro junto com o baixo movimento próprio da primária impedem confirmação. Essa estrela está presente no segundo lançamento do catálogo Gaia, possuindo um paralaxe de 0,0803 ± 0,0560 mas; ou seja, está muito mais distante, a milhares de parsecs.

## Sistema planetário
Em 2000 foi anunciada a descoberta pelo método da velocidade radial de um planeta extrassolar orbitando HD 169830, como parte do Geneva Extrasolar Planet Search. A detecção foi feita pelo espectrógrafo CORALIE, montado no Telescópio Leonhard Euler, no Observatório La Silla, que coletou 35 medições da velocidade radial da estrela entre abril de 1999 e maio de 2000, revelando um sinal periódico indicando a presença de um corpo em órbita. A estrela continuou sendo monitorada pelo CORALIE, que revelou um segundo sinal na velocidade radial, indicando a presença de um segundo planeta no sistema. Em 2004 foi publicada a solução orbital contendo dois planetas, criada a partir de 112 dados de velocidade radial de até junho de 2003.
O planeta mais interno, HD 169830 b, tem um período orbital de 226 dias e um semieixo maior de 0,81 UA. O planeta mais externo, HD 169830 c, orbita a estrela com um período de cerca de 2100 dias (5,75 anos) a uma distância média de 3,60 UA. Ambos os planetas do sistema são gigantes gasosos massivos, com massas mínimas de 2,9 e 4,0 vezes a massa de Júpiter, e possuem altas excentricidades de aproximadamente 0,3.
O sistema pertence à classe de sistemas planetários hierárquicos, em que o planeta externo está bem mais afastado da estrela que o interno (razão de semieixos maiores de menos de 0,3). Um estudo da dinâmica do sistema mostrou que ele é estável a longo prazo, e que a excentricidade de um dos planetas pode oscilar para valores de até 0,5 em uma escala de tempo de centenas de milhares de anos. Configurações com grandes inclinações orbitais também são estáveis. Se a inclinação mútua entre os planetas for grande (entre 45 e 60°), os planetas podem estar em uma ressonância Kozai, em que suas excentricidades e inclinações apresentam grandes oscilações a longo prazo.
| Planeta | Massa    | Semieixo maior (UA) | Período orbital (dias) | Excentricidade |
| ------- | -------- | ------------------- | ---------------------- | -------------- |
| b       | >2,88 MJ | 0,81                | 225,62 ± 0,22          | 0,31 ± 0,01    |
| c       | >4,04 MJ | 3,60                | 2102 ± 264             | 0,33 ± 0,02    |